# 김성호 (1899년)
김성호(1899년 9월 5일~?)는 대한민국의 정치인이다. 제3대 국회의원을 지냈다.

## 역대 선거 결과
|  | 49.99% |

|  | 12.56% |